# Parafia św. Wojciecha w Gdańsku (dekanat Gdańsk-Dolne Miasto)
Parafia św. Wojciecha w Gdańsku – parafia rzymskokatolicka usytuowana w Gdańsku. Należy do dekanatu Gdańsk-Dolne Miasto w archidiecezji gdańskiej. Została ustanowiona 15 maja 1981 roku.
Budowniczym kościoła i pierwszym proboszczem parafii (do 2004), a także autorem jej monografii był ks. prałat Ryszard Wołos (ur. 8 października 1933), będący od przybycia do Świbna 2 sierpnia 1974 rektorem (od 16 lutego 1976 z mocą od 1 marca 1976 wikariuszem eksponowanym) istniejącej w tym miejscu kaplicy, podlegającej parafii w Sobieszewie. Kaplica ta, powstała prawdopodobnie w latach 20. XX wieku, do 1945 używana była przez ewangelików. Posiadała kubaturę 758 m sześciennych, długość 15,2 m, szerokość 9,7 m i wysokość 5 m. Mieściła 130 wiernych (130 miejsc siedzących oraz 120 stojących). W 1970 przeszła remont kapitalny, połączony z otynkowaniem ścian, zastąpieniem drewnianej podłogi terakotą oraz stolarki okiennej szybami witrażowymi. Tabernakulum z 1966 przyozdobiono bursztynem, a w ołtarzu głównym pojawił się krzyż z czerwonego kruszywa z cementem. W 1977 w wytwórni Felczyńskich w Przemyślu zakupiono dzwony „św. Wojciech” (93 kg), „św. Piotr” (156 kg) i „Maryja Jasnogórska” (315 kg). Od lata 1983 do 1985 powstał dom parafialny (kamień węgielny wmurowano 18 listopada 1984). 30 listopada 1987 przyjęto ostateczny projekt kościoła. W czerwcu 1990 poświęcono fundamenty powstającego kościoła. 6 czerwca 1999 o 8.45 świątynię pobłogosławił z helikoptera Jan Paweł II. Nowy kościół pw. św. Wojciecha konsekrowano 11 czerwca 2000.
Od marca 1994 parafia jest w posiadaniu relikwii św. Wojciecha, a od 20 kwietnia 1997 kościół parafialny jest drugim sanktuarium tego świętego na terenie Gdańska.
Proboszczem parafii od 1 lipca 2023 jest ks. Wojciech Gruchała.
Znajdujący się w kościele ołtarz powstał z kamienia przywiezionego z gdańskiej Wyspy Spichrzów.